# Kočice
Kočice so naselje v Občini Žetale, v Halozah na vzhodu Slovenije. Naselje se nahaja v tradicionalni pokrajini Štajerska in spada v Podravsko statistično regijo.
Kočice sestavlajo zaselki: Boriče, Dobavsko, Jurovski Vrh, Kočice, Krošlji Vrh, Laze, Peklače, Plajnsko, Potni Vrh, Pšetna Graba, Šardinje, Tkavc, Vildon, Vinarje, Zadnje in Zalopata. 

## Gospodarstvo
Prebivalci se preživljajo z živinorejo, s sadjarstvom in vinogradništvom ter prodajo lesa zaposlani so pa tudi na Bregu pri Majšperku, v Kidričevem, na Ptuju in v Celju.

## Zgodovina
Kočice so imele leta 1957 74 hišnih številk, prebivalcev pa 479. Leta 1995 je bilo v kočicah 277 prebivalcev. 
Prve omembe krajev pred letom 1500: Peklača1332, Tkavc 1332, Šardinje 1341, Potni vrh 1400, Zadnje 1429-1441, Planjsko 1438, Pšetna Graba 1438, Vinarje 1438, Kočice 1451.